# 褐蓓翠蛺蝶
褐蓓翠蛺蝶（学名：Euthalia hebe），又名连珠翠蛱蝶。为蛺蝶科翠蛺蝶屬下的一个种。

## 資料來源
1. ↑  .   [2014-07-23]. （原始内容存档于2013-05-13）.